# Norroy-le-Veneur
Norroy-le-Veneur település Franciaországban, Moselle megyében. Lakosainak száma 1000 fő (2022. január 1.). Norroy-le-Veneur Amanvillers, Fèves, Plesnois, Saint-Privat-la-Montagne, Saulny és Woippy községekkel határos.

## Népesség
A település népességének változása:
| Lakosok száma | 597  | 741  | 795  | 988  | 1040 | 1024 | 1002 | 1033 | 1019 | 1000 |
|               | 1968 | 1982 | 1990 | 2006 | 2013 | 2015 | 2017 | 2019 | 2020 | 2022 |